# Грују (Катеаска)
Грују (рум. Gruiu) насеље је у Румунији у округу Арђеш у општини Катеаска. Oпштина се налази на надморској висини од 235 m.

## Становништво
Према подацима из 2002. године у насељу је живело 717 становника, од којих су сви румунске националности.